# Linha 9 (Metro de Barcelona)

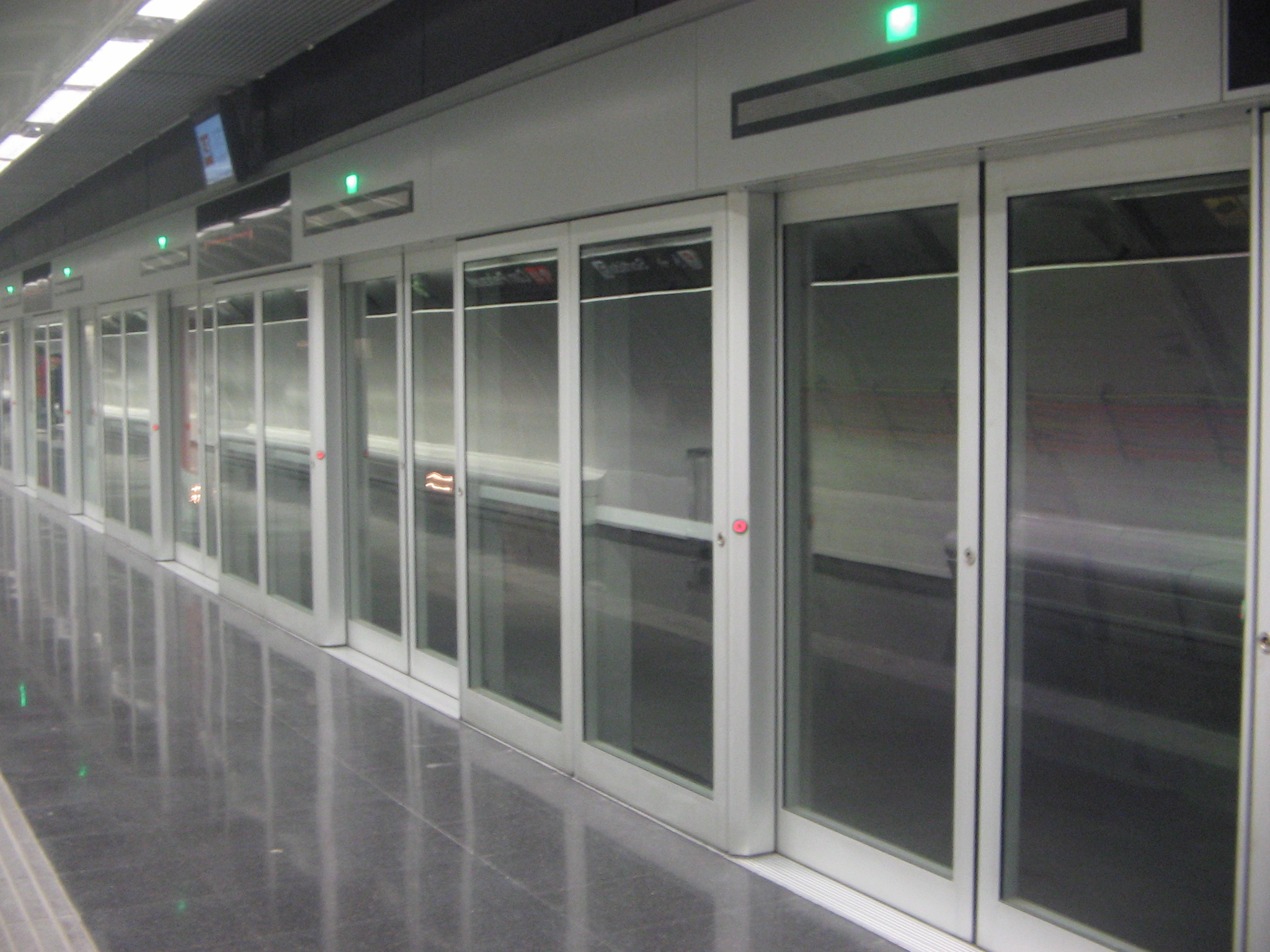
Plataforma de embarque.

A Linha 9 do Metro de Barcelona  foi projetada para como uma linha transversal a parte superior da cidade com o objetivo de ligação as linhas verticais e ligam o aeroporto e bairros distantes do centro. É uma linha ferroviária metropolitana subterrânea que atualmente conta com 24 estações em operação distribuídas em dois trechos: o trecho norte (L9 Norte), de 7,9 km de extensão com 9 estações, que circula entre Santa Coloma de Gramenet e o norte de Barcelona; e o trecho sul (L9 Sul), com 19,6 km de extensão e 15 estações, que percorre os bairros meridionais de Barcelona, além de L'Hospitalet de Llobregat e El Prat de Llobregat. A parte central do percurso, entre as estações de Can Tries | Gornal i Bon Pastor, é compartilhado com a linha 10. Concluída a construção, terá 47,8 km de extensão, dos quais 43,71 km estão no sub-solo, e será uma das maiores linhas subterrâneas da Europa. No final de 2006, havia sido especificado o traçado da linha que passava pelo Prat de Llobregat, foi tornado público o trecho que passava pelo Aeroporto de Barcelona.

## História
O trecho inicial foi inaugurado no ano de 2009, entre as estações La Sagrera e  Can Zam, com algumas aplicações nos anos seguintes.
Em fevereiro de 2016, foi inaugurada a seção do Aeroporto de Barcelona-El Prat para  Zona Universitària, acrescentando 20km e 15 estações para a linha.

## Características
Infraestruturas Ferroviàries de Catalunya (Ifercat) é a proprietária da infraestrutura e o serviço comercial é operado pela Ferrocarril Metropolità de Barcelona sob a marca de Transports Metropolitans de Barcelona (TMB),com dois serviços comerciais:
- L9: 39 estações (Aeroporto T1 - Can Zam)
- L10: 33 estações (Zona Franca / Zal - Gorg)

Seção compartilhada: 20 estações (Gornal - Bon Pastor)

### L9 Nord
O L9 Nord atualmente opera entre Can Zam e La Sagrera. Quando a obra estiver concluída, ele viajará entre Can Zam e o Aeroporto T1.

Esquema de la L9 Nord.

### L9 Sud
Corre entre as estações University Zone e T1 Airport. Irá partilhar um troço com a  L2 de  Aeroporto T1 para a estação  Parc Logístic, e com a  L10 no tronco comum de  estação Gornal para  estação Bon Pastor.

Esquema da L9 Sud

A Linha 9 do Metro de Barcelona dispõe de conexões de serviços com as linhas Linha 1, Linha 3, Linha 5, Linha 8 e Linha 10.

## Informações técnicas
| Cor                           | Laranja                                                        |
| Número de estações            | 24 (+15 em construção)                                         |
| Tipo                          | Metro convencional                                             |
| Distância                     | 20,1 km secção sul + 7,8km secção norte (+ 15km em construção) |
| Trens                         | Serie 9000.                                                    |
| Tempo de viagem               | 30 minutos secção sul e 15 minutos secção norte.               |
| bitola da via                 | 1.435 mm (bitola internacional)                                |
| Tração                        | Eletricidade                                                   |
| Trecho ao ar livre            | Nenhum                                                         |
| Cobertura de telefone celular | Parcial                                                        |
| Oficinas e páteos de manobra  | Zona Franca e Can Zam                                          |
| Operadora                     | TMB                                                            |